# مجموعة يو إي أم
مجموعة يو إي أم بيرهاد (UEM Group) هي شركة ماليزية للبنية التحتية والخدمات الهندسية ولديها أربعة أعمال رئيسية هي الطرق السريعة ؛ تطوير البلدات والممتلكات؛ الهندسة والإنشاءات؛ وإدارة الأصول والمرافق. مجموعة يو إي أم هي شركة تابعة بنسبة 100٪ لشركة الخزانة الوطنية برهاد (خازنة ناشيونال) منذ عام 2001. تمتلك مجموعة يو إي أم أصولًا تزيد عن 5 مليار دولار أمريكي (22.1 مليار رينجيت ماليزي) ، مع تجاوز أموال المساهمين 2.1 مليار دولار أمريكي (9.2 مليار رينجيت ماليزي) بنهاية ديسمبر 2023. 

## مجموعة شركاتيو إي أم
| شعار الشركة | اسم                               |
| ----------- | --------------------------------- |
|             | بلس ماليزيا بيرهاد                |
|             | يو إي أم شروق الشمس بيرهاد        |
|             | بناة يو إي أم بيرهاد[وصلة مكسورة] |
|             | سيما بيرهاد                       |
|             | يو إي أم إدجينتا بيرهاد           |
|             | يو إي أم ليسترا بيرهاد            |